# Йоан Андоне
Йоан Андоне (на румънски: Ioan Andone) е румънски футболист и треньор. Роден е на 15 март 1960 в Спалнака, Алба, Румъния.

## Кариера

### Като футболист
Андоне е юноша на Корвинул (Хунедоара) с който дебютира в Дивизия А през 1979. Впоследствие преминава в Динамо (Букурещ) където печели титлата през 1984 и 1990 и купата на Румъния през 1984, 1986 и 1990. През 1990 е закупен от испанския ФК Елче за 125 000 долара. След това играе два сезона в Нидерландия за Херенвеен до 1993 когато приключва състезателната си кариера.

#### Национален отбор
Адоне има 55 мача и вкарва 2 гола за националния отбор и участва на световното първенство през 1990.

### Като треньор
След като спира да играе, Адоне става треньор на Спортул Студенцеск. След това е треньор на Университатя (Клуж) за две години, за втори път тренира Спортул Студенцеск, ФК Петролул (Плоещ), Фарул Констанца, ФК Брашов, Бихор Орадя и Спортул Студенцеск за трети път. През 2003 поема ФК Динамо Букурещ с който печели титла и три национални купи. През декември 2005 поема кипърският Омония (Никозия), който води до януари 2007.
През 2008 печели румънската Лига I и купата с ЧФР Клуж, което е уникално представяне на отбора, който преди шест години преди това е бил в трета дивизия.
След това тренира Ал Итифак в Саудитска Арабия. На 8 юни 2009 парафира с Ал Ахли от Дубай. В началото на октомври 2009, след като Динамо (Букурещ) уволняват треньора Дарио Бонети, на Адоне е предложена позиция генерален мениджър в Динамо. Въпреки че, Адоне заявява, че иска да тренира Динамо, той не успява да подпише, тъй като от Ал Ахли му отказват да напусне отбора. На 5 ноември 2009 Адоне напуска Ал Ахли.. От 17 януари Йоан Адоне поема отбора на ПФК ЦСКА (София)